# Pedra Dreta de Caladroer
La Pedra Dreta de Caladroer est un menhir situé à Bélesta, dans le département français des Pyrénées-Orientales.

## Historique
Le menhir est mentionné dès 1835 par Jaubert de Réart : à l'époque le menhir est encore dressé mais légèrement incliné vers le nord et Jaubert estime sa hauteur à environ seize pieds. Le menhir est représenté, sous l'apparence une pierre très effilée, en 1839 sur un dessin de Prosper de Basterot. En 1859, Victor Aragon, président de la Cour de Justice de Montpellier signale que le menhir gît à terre. Déjà incliné, le menhir a probablement chuté soit en raison des travaux agricoles qui ont progressivement déchaussé sa base et l'ont déstabilisé, soit volontairement à la suite d'une fouille clandestine par des chercheurs de trésor. Ultérieurement, le menhir, désormais brisé, a été déplacé en bordure de vigne à une vingtaine de mètres de son emplacement d'origine.

## Description
Le menhir est constitué d'un bloc en gneiss ou en micaschiste désormais brisé en deux sections d'égale longueur. À l'origine, le monolithe de section vaguement quadrangulaire devait mesurer plus de 4,40 m de longueur pour une épaisseur maximale de 1,10 m ; redressé, il devait avoir une allure beaucoup plus massive que celle évoquée par le dessin de Basterot.
Le menhir pourrait avoir été implanté en lien avec deux anciennes tombes dolméniques des environs, désormais disparues, l'Arca de Ginebrosa à l'ouest et le dolmen du Correc de la Pedra Dreta au nord.